# Благородният ерген
„Благородният ерген“ (на английски: The Adventure of the Noble Bachelor) е разказ на писателя Артър Конан Дойл за известния детектив Шерлок Холмс. За първи път е публикуван в списание „Странд“ през април 1892 г. и е включен в сборника „Приключенията на Шерлок Холмс“ издаден същата година.

## Сюжет
Внимание:  Текстът по-долу разкрива сюжета на произведението (или части от него)!
За помощ към Холмс се обръща лорд Робърт Сент Саймън, чиято млада съпруга, дъщерята на американския милионер Хети Дорън, е изчезнала веднага след сватбата им. Уотсън чете на Холмс някои вестникарски статии, които описват тази сватба, но след това на Бейкър Стрийт сам идва и лордът, който им разказва подробности.
Лорд Сент Саймън е срещнал госпожица Доран в Америка, а скоро след това я е помолил да се омъжи за него. Сватбата е била много тиха и скромна, но на нея са се случили два инцидента. Първо, в църквата, където се е състояла сватбата, булката е изтървала букета си, а някакъв непознат мъж го е вдигнал и ѝ го е върнал. И второ, опит да спре сватбата е направила бившата любовница на лорда, водевилната танцьорка от „Алегро“, Флора Х. Милър. Извиканите от Сент Саймън полицаи бързо са спрели скандала и не са допуснали Флора в църквта. Веднага след сватбата, когато двойката се е върнала у дома, лейди Сент Саймън е излязла от къщата и повече никой не я е виждал. Водещият разследването инспектор Лестрейд решава, че е възможно Флора Mилър да е убила от ревност лейди Сент Саймън и затова веднага я е арестувал. Холмс обещава на лорда да разгадае тази загадка.
Скоро при Холмс идва инспектор Лестрейд и гордо показва новите си доказателства. На дъното на езерото са намерени сватбената рокля и венчалния пръстен на изчезналата булка, а в джоба на роклята е намерена бележка със следния текст: „Ще ме видите, когато всичко бъде готово. Вървете сега. Ф.Х.М.“ Инициалите „Ф.Х.М.“ съвпадат с инициалите на арестуваната Флора и Лестрейд гордо заявява на Холмс, че сега е уверен, че Mилър е виновна. Въпреки това, Холмс проучва много внимателно обратната страна на бележката, която се оказва сметка от хотел. След това, Холмс се посочва, че мистерията е разкрита, и че „лейди Сент Саймън“ никога не е имало.
Вечерта на Бейкър Стрийт отново идва лорд Сент Саймън, а след това се появява липсващата жена, заедно с непознат мъж. Холмс ги представя като „господин и госпожа Франсис Хай Моултън“. Хети Моултън моли лорда да ѝ прости за поведението и честно разказва всичко. Оказва се, че когато Хети е живяла в Америка, тя се е запознала с Франсис и се е влюбила в него. Двамата са се оженили тайно, защото бащата на Хети е бил против брака им. Франсис е отишъл да търси злато, но скоро златната мина, където той е работил, е била нападната от индианци. Вестникът е публикувал списък на загиналите и Хети с ужас е видяла там името на съпруга си.
Запознавайки се в Англия с лорд Сент Саймън, Хети решава да се ожени за втори път, но в църквата тя изведнъж вижда Франсис, който, както се оказва, не е бил убит. Франсис вдига специално изпуснатия букет и дава бележката на жена си. Веднага след сватбата Хети избягва при първия си съпруг. Хети Моултън дълго се колебае дали да каже на лорда, но Холмс я намира и я убеждава да го направи. Лорд Сент Саймън е изключително обиден от поведението на Хети, но е принуден да приеме обстоятелствата.
След успешното решение на случая Холмс обяснява на Уотсън логиката на своето разследване. Флора Милър е невинна и съвпадението на инициалите в бележката е чиста случайност. Холмс веднага предполага, че Хети е избягала при съпруг или любовник, и основното предизвикателство е той да ги намери, за което значително помага намерената от Лестрейд бележка. Сметката от хотела е много голяма, а такива цени има само в първокласните хотели в Лондон. В един от тези хотели Холмс открива липсващата Хети и нейния съпруг Франсис.

## Интересни факти
Разказът „Благородният ерген“ е от малкото истории (като „Скандал в Бохемия“, „Добре замислено“, „Човекът с обърнатата устна“) за приключенията на Шерлок Холмс и д-р Уотсън, в които липсва криминална загадка.

## Адаптации
Разказът е екранизиран през 1921 г. във Великобритания в едноименния филм с участието на Ейли Норууд в ролята на Холмс и Хюбърт Уилис като Уотсън.
През 1993 г. отново е филмиран с участието на Джеръми Брет като Холмс и Едуард Хардуик като Уотсън. 